# Acacia fasciculifera
Acacia fasciculifera — вид квіткових рослин з родини бобових. Ареал: Австралія (Квінсленд).

## Середовище проживання
Він зустрічається на хребтах і вздовж струмків, що росте як частина евкаліптових лісових угруповань.

## Біоморфологічна характеристика
Дерево може виростати у висоту від 10 до 20 метрів і утворює густий полог. Має гнучкі, пониклі, голі гілочки. Світло-зелені філодії мають форму від вузько видовженої до вузькоеліптичної. Філодії мають довжину від 4 до 15 см і ширину від 7 до 20 мм з помітними середніми жилками та крайовими жилками. Переважно цвіте в літні місяці з листопада по березень. Суцвіття зустрічаються групами від двох до восьми, як правило, у вигляді пазушних суцвіть із сферичними головами, що містять від 20 до 40 квіток кремового кольору. Тонкі стручки, які утворюються після цвітіння, мають довжину до 12,5 см і ширину від 10 до 13 мм і мають помітну жилку по краю. Злегка блискуче темно-коричневе плоске насіння всередині стручка має довгасту або округлу форму завдовжки від 6 до 7 мм.

## Використання
Цей вид заготовляють на деревину.